# Cyphostemma juttae
Cyphostemma Juttae je biljna vrsta iz porodice lozovki. Namibijski je endem koji se smatra jednom od 10 najružnijih biljaka, ali i dobro poznata ukrasna biljka. 
C. Juttae je spororastući sukulent velikih sjajnih listova koji obično opadnu tijekom zime, dok se grozdoliki plodovi javljaju krajem ljeta. Cvjetovi su početkom ljeta neupadljivi, ali grozdovi koji nalikuju grožđu crveni su, a kasnije ljubičasti.
Može izrasti do 1.8 metara visine (6 stopa), ili do 2 metra.
- C. Juttae
- C. Juttae
- C. Juttae

## Vanjske poveznice
- Rare and exotic plants & seeds